# Lieselott Blunck
Lieselott "Lilo" Blunck, geb. Schiel, (* 19. November 1942 in Bad Segeberg) ist eine deutsche Politikerin (SPD). Sie gehörte von 1981 bis 1998 dem Deutschen Bundestag an und war in diesem unter anderem verbraucherpolitische Sprecherin und Mitglied des SPD-Fraktionsvorstandes.
Blunck absolvierte 1959 auf dem Gymnasium die Mittlere Reife und machte danach eine Lehre als Industriekauffrau. Nach der Kaufmannsgehilfen-Prüfung 1961 arbeitete sie in ihrem Beruf. Ab 1972 besuchte sie die Fachschule für Pädagogik in Schleswig, die sie 1974 als Erzieherin beendete. Von 1973 bis 1977 arbeitete Blunck bei der Arbeiterwohlfahrt und im Anschluss bis 1981 bei der Arbeitsgemeinschaft Deutsches Schleswig. Von 1978 bis 1981 war sie ehrenamtliche Richterin beim Verwaltungsgericht Schleswig.
Blunck trat 1971 der SPD bei. Sie war von 1974 bis 1976 stellvertretende Kreisvorsitzende und von 1979 bis 1980 Vorsitzende des SPD-Ortsvereins. Im Jahr 1977 wurde Blunck Mitglied der Arbeiterwohlfahrt und der Gewerkschaft Handel, Banken und Versicherungen. Nach dem Ausscheiden des Abgeordneten Reinhard Ueberhorst rückte Blunck über die Landesliste von Schleswig-Holstein in den Deutschen Bundestag nach. Bis 1987 war sie in ihren ersten beiden Wahlperioden ordentliches Mitglied im Ernährungsausschuss und stellvertretendes Mitglied im Ausschuss für Forschung und Technologie. Nachdem sie von Februar 1982 bis 1983 bereits stellvertretendes Mitglied im Wirtschaftsausschuss war, war sie von Juni 1989 bis 1994 ordentliches Mitglied dieses Ausschusses. Anschließend war sie bis 1998 wieder stellvertretendes Mitglied im Wirtschaftsausschuss. Außerdem war sie von 1987 bis Oktober 1987 Mitglied im Ausschuss für Umwelt, Naturschutz und Reaktorsicherheit. Von 1990 bis 1994 war sie Mitglied im EG-Ausschuss und von 1994 bis 1998 im Ausschuss für Angelegenheiten der Europäischen Union. Blunck war ebenfalls in der Parlamentarischen Versammlung der Westeuropäischen Union. Nach der Bundestagswahl 1998 schied Blunck aus dem Bundestag, dem sie in jeder Wahlperiode über die Landesliste von Schleswig-Holstein eingezogen war, endgültig aus. Zuletzt war sie auch noch verbraucherpolitische Sprecherin und Mitglied im SPD-Fraktionsvorstand gewesen.